# 経済価値ベースのソルベンシー規制
保険会社が将来にわたって保険金支払を適切に行うことができるよう、保険会社に対して監督が行われるのが一般的であり、この監督を行うための規制がソルベンシー規制である。日本においては、金融庁がこの役割を担っている。
ソルベンシー規制は、時代とともにその手法が進化しており、現在はファクター方式によるソルベンシー規制であるソルベンシーマージン比率が用いられている。ソルベンシーマージン比率は、算出が簡単であるが、保険会社の財務状況を正確に反映しないのでは、という問題があるとされている。このような懸念に対して、近年検討が進められているのが経済価値ベースのソルベンシー規制である。経済価値ベースのソルベンシー規制では、保険会社の資産・負債の両方を時価に基づいて評価する。

## 保険負債の時価評価
経済価値ベースでのソルベンシー規制では、保険負債を時価評価する必要がある。現在の保険会計では、保険負債は、いわゆるロックイン方式によって評価され、契約時の金利や死亡率等を用いて評価されている。時価評価を行うためには、評価日時点における金利や死亡率に置き換えて評価する必要があり(ロックフリー)、この評価にあたって技術的な課題が多いことが導入に向けた障害の一つとなっている。